# رود ويلزي
رود ويلزي (بالإنجليزية: Rod Welsh)‏ هو سباح أسترالي، ولد في 11 نوفمبر 1985 في ملبورن في أستراليا.